# Tadeusz Śliwiak
Tadeusz Śliwiak (n. 23 ianuarie 1928, Lvov - d. 3 decembrie 1994, Cracovia) a fost un poet, publicist, actor, jurnalist și traducător polonez. A absolvit Școala Superioară de Actorie din Cracovia. A studiat medicina la Varșovia și Wrocław însă nu și-a finalizat studiile. Din 1961 a fost membru al Partidului Muncitoresc Unit Polonez.

## Cărți și broșuri
- Astrolabium z jodłowego drzewa (1953)
- Drogi i ulice (1954)
- Co dzień umiera jeden bóg (1959)
- Koncert na leśnej polanie (1959)
- Imieniny pana Fleta (1961)
- Wyspa galerników (1962)
- Żabki z Rabki (1963)
- Szczygle figle (1964)
- Żywica (1964)
- Poemat o miejskiej rzeźni (1965)
- Lody pana Chmurki (1966)
- Ptasi telewizor (1967)
- Święty wtorek (1968)
- Czytanie mrowiska (1969)
- Ruchoma przystań (1971)
- Widnokres (1971)
- Rajskie wrony (1972)
- Żabi koncert (1973)
- Znaki wyobrażni (1974)
- Totemy (1975)
- Dłużnicy nadziei (1978)
- Solizman (1981)
- Chityna (1982)
- Odmroczenia (1982)
- Słownik wyrazów światłoczułych (1988)
- Dotyk (1989)